# Kommunala flickskolan i Jönköping
Kommunala flickskolan i Jönköping var ett flickläroverk i Jönköping.
Östra flickskolan och Santessonska skolan kommunaliserades 1935, vilket följde  en läroverksreform 1927. De båda privata flickskolorna gjorde en begäran om en omorganisation till kommunal flickskola, vilket beviljades av stadsfullmäktige i februari 1935 och därefter av Kungl Maj:t. Skolan låg kvar i de tidigare lokalerna på Öster respektive Väster fram till 1950. 
Åe 1950 invigdes en ny skolbyggnad på Gjuterigatan på Väster, där all undervisning kunde samlas. Skolan övertogs senare av Jönköpings högskola. I samband med omorganisationen inom skolans område på 1960-talet inordnades flickskoleverksamheten i stadens övriga skolväsende. 
Elisabeth Dahr (född 1895) var rektor under så gott som hela Jönköpings kommunala flickskolas verksamhetstid. Hon hade närmast tidigare varit föreståndare för Santessonska skolan sedan 1925.